# Neobisium mahnerti mahnerti
Neobisium mahnerti mahnerti es una subespecie de arácnido del orden Pseudoscorpionida de la familia Neobisiidae.

## Distribución geográfica
Se encuentra en Francia.